# شهرستان وی (شینگتای)
شهرستان وی (به انگلیسی: Wei County) یک شهرستان در چین است که در شینگتای واقع شده‌است. شهرستان وی ۹۹۴ کیلومتر مربع مساحت و ۵۴۰٬۰۰۰ نفر جمعیت دارد و ۳۷ متر بالاتر از سطح دریا واقع شده‌است.